# Giuseppe Brizi
Giuseppe Brizi (Macerata, 19 marzo 1942 – Macerata, 9 giugno 2022) è stato un calciatore e allenatore di calcio italiano, di ruolo difensore.

## Carriera

### Giocatore
Cresciuto nel vivaio della Robur Macerata 1905, una società controllata dai salesiani, Brizi neanche maggiorenne venne prelevato dalla Maceratese che lo fece esordire da professionista in Serie C. Grazie alle sue doti fisiche e soprattutto tecniche venne visionato più volte da molti club, ma ad acquistarlo fu la Fiorentina.
Nella squadra toscana degli anni Sessanta, colloquialmente definita Fiorentina ye-ye per la presenza di molti giovani, lo stesso Brizi fu lanciato titolare assieme a vari coetanei come Gonfiantini, Rizzo e Merlo. Nella stagione 1968-1969 fu tra i protagonisti nella vittoria del secondo Scudetto dei Viola.

Brizi alle prese con il bianconero Capello nel corso Fiorentina-Juventus (2-0) del 20 gennaio 1974.

Con la maglia gigliata giocò 280 gare in Serie A e 46 in Coppa Italia più 6 in Coppa Campioni, 16 in Coppa Mitropa, 6 nella Coppa Anglo-Italiana e 2 nella Coppa di Lega Italo-Inglese; giocò inoltre le finali di Coppa delle Alpi 1970, Coppa Mitropa 1971-1972, Coppa Anglo-Italiana 1973. A fine carriera, dopo la cessione del libero Ugo Ferrante al L.R. Vicenza nell'estate 1972, Brizi si adattò per il successivo quadriennio nel ruolo di libero.

### Allenatore
Dopo aver abbandonato i Viola Brizi tornò a giocare con la Maceratese prima di diventarvi allenatore nella stagione 1979-1980. In panchina riuscì subito a vincere il campionato di Serie D; l'anno successivo, sempre sotto la sua guida, i biancorossi (che tornerà ad allenare anche nella stagione 1983-1984) sfiorarono la promozione in Serie C1. Al Lanciano, nella stagione 1982-1983, venne invece sostituito a campionato in corso da Silvano Flaborea.
Nel corso della stagione 1984-1985 venne chiamato dalla Fermana, in Serie C2, al posto di Feliciano Orazi, esonerato alla 17ª giornata, ma non riuscì a evitare la retrocessione nel Campionato Interregionale. Brizi resterà sulla panchina gialloblù per poche settimane della stagione 1985-1986, prima di essere sostituito dal fermano Mariano Pavoni.
Negli anni successivi Brizi rimase nel settore del calcio, allenando anche la Sangiustese dal 1992 al 1996, periodo in cui arrivò la vittoria del campionato regionale di Promozione nell'edizione 1994-1995. A gennaio del 1997 siede, come traghettatore, nuovamente sulla panchina della Maceratese nella sola trasferta di Trieste.
Il 18 aprile 2024 gli viene cointitolato lo stadio Helvia Recina-Giuseppe Brizi di Macerata sua città natale, in onore al contributo dato come calciatore prima, e come allenatore poi, alla Maceratese.

## Palmarès

### Giocatore

#### Club

##### Competizioni nazionali
- Campionato italiano: 1

Fiorentina: 1968-1969
- Coppa Italia: 2

Fiorentina: 1965-1966, 1974-1975

##### Competizioni internazionali
- Coppa di Lega Italo-Inglese: 1

Fiorentina: 1975
- Coppa Mitropa: 1

Fiorentina: 1966

#### Nazionale
- Giochi del Mediterraneo: 1

Napoli 1963.

### Allenatore

#### Competizioni interregionali
- Campionato italiano Serie D: 1

Maceratese: 1979-1980 (girone C)

#### Competizioni regionali
Promozione Marche
Sangiustese: 1994-1995